# Madona na stopnicah
Madona na stopnicah (ali Madonna della Scala) je Michelangelova reliefna skulptura v Casa Buonarroti v Firencah. Izklesana je bil okoli leta 1490, ko je bil Michelangelo star približno petnajst let. To in Bitka kentavrov sta bili prvi dve Michelangelovi skulpturi. Prvo sklicevanje na Madono na stopnicah kot Michelangelovo delo je bilo v izdaji Giorgia Vasarija Življenja najbolj izvrstnih slikarjev, kiparjev in arhitektov iz leta 1568.

## Opis
Delo je očiten poklon stiacciato nizkim reliefom Donatella, kot je opozoril tudi Vasari, tako v tehniki kot v velikostih načrtov z milimetrskimi variacijami debeline, tako v ikonografiji, začenši od vzorca v merilu z izrazitimi stopnicami in skrajšanimi ograjami, vidnimi npr. v Herodov praznik v Lillu.
Lik Madone, ki sedi na kvadratnem kamnitem bloku in v profilu gleda v stran, zavzema celotno višino reliefa, od roba do roba, s strogostjo in monumentalnostjo spominja na klasične reliefe. Sestava svete skupine je zelo izvirna, hkrati blokirana in dinamična, z Devico v preroški drži, ko dvigne svojo obleko, da bi nahranila ali zaščitila zaspanega otroka, in ustvari spiralo gibanja zahvaljujoč razporeditvi okončin. Jezus je spustil roko za njen hrbet in Marija zavije s pletom noge, pokaže pravo stran in prekine mir gladke površine basreliefa. Izkazalo se je, da je umetnik pozneje večkrat uporabil desno roko Otroka, da bi simboliziral opustitev telesa v spanju ali smrti, kot na portretu Lorenza Medičejskega, vojvode Urbinskega ali Bandini Pietà in se nanaša na Farnesejega Herakleja (ker je po Michelangelu človek viden kot Heraklej).
Izrazita je mišica Otroka in jemanje Marije, še posebej z velikimi rokami, zahvaljujoč različni obdelavi površin, daje videz živahne preproste, vsakdanje kretnje. Virtuozen je končno padec draperije, predvsem na kubičnem sedežu, ki z velikim realizmom sledi obliki.
Na levi strani, na stopnicah, ki dajejo ime delu, sta dva putta samo odsotna v stalnem plesu ali boju in še en, ki se naslanja na ograjo, skupaj s četrto figuro, postavljeno za Devico, draperijo. Težko je določiti pomen te scene v ozadju, morda preproste vaje v slogu ali poklona plesu puttov Donatella.